# Waiting...
Waiting... é um filme norte-americano lançado em 2005 escrito e dirigido por Rob McKittrick e estrelado por Ryan Reynolds, Justin Long e Anna Faris. 
É o primeiro trabalho de McKittrick como roteirista e diretor. 
O roteiro fora inicialmente vendido para a Artisan Entertainment, mas foi lançado pela Lions Gate Entertainment (que comprou Artisan em 2003) . O filme arrecadou mais de 6 milhões de dólares na semana de estreia nos Estados Unidos, mais que o dobro do orçamento.